# 1990 في الولايات المتحدة
فيما يلي قوائم الأحداث التي وقعت خلال عام 1990 في الولايات المتحدة.

## أحداث
- 18 مارس – سرقة في متحف إيزابيلا ستيوارت جاردنر
- 1 أبريل – تعداد الولايات المتحدة 1990
- 25 يناير – أفيانكا الرحلة 52
- 4 يناير – خطوط نورث ويست الجوية الرحلة 5
- 3 ديسمبر – تصادم مطار ديترويت الجوي

## سياسة

### تعيين في المنصب
- 1 يناير – جوردون رسل سوليفان نائب رئيس أركان جيش الولايات المتحدة [الإنجليزية]‏.
- 3 ديسمبر – باربرا لي عضو جمعية ولاية كاليفورنيا.

### انتهاء فترة المنصب
- 1 يناير – أندرو يونغ عمدة أتلانتا.
- 1 يناير – بارون هيل مجلس نواب إنديانا.
- 1 يناير – بوب بار وكيل وزارة العدل الأميركية.
- 1 يناير – جون بينر عضو مجلس نواب أوهايو.
- 1 يناير – واين ألارد عضو مجلس ولاية كولورادو.
- 16 يناير – توماس كين حاكم نيو جيرسي [الإنجليزية]‏.
- 23 نوفمبر – إليزابيث دول وزير العمل الأمريكي.

## رياضة
- 1 يناير – أمريكا المفتوحة 1990
- 11 مارس – جائزة الولايات المتحدة الكبرى 1990 الفائز آيرتون سينا.

## ظهور
- 1 يناير – إحصاء الجثث
- 1 يناير – إنترتينمنت ويكلي
- 1 يناير – إندي فولك
- 1 يناير – بيرل جام
- 1 يناير – غوثك روك
- 8 سبتمبر – فوكس كيدز

## أفلام
من الأفلام التي صدرت هذه السنة في الولايات المتحدة:
- 1 يناير – 48 ساعة أخرى من إخراج والتر هيل.
- 1 يناير – أنا أحبك حتى الموت من إخراج لورانس كازدان.
- 1 يناير – الأصدقاء الطيبون من إخراج مارتن سكورسيزي.
- 1 يناير – الإيقاظ من إخراج بيني مارشال، Alain Cuniot  [لغات أخرى]‏.
- 1 يناير – الحرب الأهلية من إخراج كين بيرنز.
- 1 يناير – الرجل يدعى سارج من إخراج ستيوارت جيلارد.
- 1 يناير – القرد الخامس من إخراج إريك روشا.
- 1 يناير – انعكاس الحظ من إخراج باربيت شرودر.
- 1 يناير – تانغو وكاش من إخراج أندريه كونشالوفسكي.
- 1 يناير – توصيل الآنسة دايزي من إخراج بروس بيريسفورد.
- 1 يناير – ذا دلتا فورس 2 من إخراج آرون نوريس.
- 1 يناير – رياح الشيطان
- 1 يناير – شبح من إخراج جيري زاكر.
- 1 يناير – شبح أبي من إخراج سيدني بواتييه.
- 1 يناير – شؤون داخلية من إخراج مايك فيغيز.
- 1 يناير – طيور النار من إخراج ديفيد غرين (مخرج).
- 1 يناير – لعبة طفل 2 من إخراج John Lafia [الإنجليزية]‏.
- 1 يناير – نيفي سيلز من إخراج لويس تيج.
- 1 يناير – وايلد ات هارت من إخراج ديفيد لينش.
- 1 يناير – ولد في الرابع من يوليو من إخراج أوليفر ستون.
- 2 مارس – صيد أكتوبر الأحمر من إخراج جون مكتيرنان.
- 23 مارس – امرأة جميلة من إخراج غاري مارشال.
- 30 مارس – سلاحف النينجا من إخراج ستيف بارون.
- 25 مايو – الساحرات من إخراج نيكولاس رويغ.
- 25 مايو – العودة إلى المستقبل 3 من إخراج روبرت زيميكس.
- 1 يونيو – توتال ريكول من إخراج بول فيرهويفن.
- 2 يونيو – مجتمع الشعراء الأموات من إخراج بيتر وير (مخرج).
- 15 يونيو – ديك تريسي من إخراج وارن بيتي.
- 22 يونيو – روبوكوب 2 من إخراج إيرفين كريشنر.
- 27 يونيو – أيام الرعد من إخراج توني سكوت.
- 1 يناير – ولد في الرابع من يوليو من إخراج أوليفر ستون.
- 4 يوليو – موت قاسي 2 من إخراج ريني هارلن.
- 2 مارس – صيد أكتوبر الأحمر من إخراج جون مكتيرنان.
- 9 نوفمبر – يرقص مع الذئاب من إخراج كيفين كوستنر.
- 10 نوفمبر – وحيد في المنزل من إخراج كريس كولومبوس.
- 16 نوفمبر – روكي 5 من إخراج جون أفليدسن، سيلفستر ستالون.
- 21 نوفمبر – بريداتور 2 من إخراج ستيفن هوبكينز (كاتب).
- 30 نوفمبر – بؤس من إخراج روب راينر.
- 6 ديسمبر – إدوارد ذو الأيدي المقصات من إخراج تيم برتون.
- 25 ديسمبر – الجزء الثالث من إخراج فرانسيس فورد كوبولا.

- 16 مارس – أمير الذباب من إخراج هاري هوك

## برامج ومسلسلات وأنمي
- غارفيلد والأصدقاء
- أبناء توم وجيري
- تايني تون

## موسيقى

### ألبومات
من الألبومات التي صدرت هذه السنة في الولايات المتحدة:
- 12 يونيو – ماريا كاري من غناء ماريا كاري.

## كتب
من الكتب التي صدرت هذه السنة في الولايات المتحدة:
- 1 يناير – الأرض من تأليف ديفيد برين.
- 1 يناير – رسالة من فيتنام من تأليف دانيال ستيل.
- 1 نوفمبر – الحديقة الجوراسية من تأليف مايكل كرايتون.

## مواليد

### يناير
- 1 يناير – أندرو ويات كاتب أغاني من الولايات المتحدة الأمريكية.
- 1 يناير – جوش بلايلوك ممثل من الولايات المتحدة الأمريكية.
- 1 يناير – سارة دومون
- 2 يناير – جاكي كارمايكل لاعب كرة سلة أمريكي.
- 2 يناير – خافيير مولينا ملاكم من الولايات المتحدة الأمريكية.
- 3 يناير – أوستن دوفولت لاعب كرة سلة أمريكي.
- 3 يناير – داني كروز لاعب كرة قدم من الولايات المتحدة الأمريكية.
- 5 يناير – رالف سامبسون الثالث لاعب كرة سلة أمريكي.
- 5 يناير – شين جيبسون لاعب كرة سلة من الولايات المتحدة الأمريكية.
- 6 يناير – شون كيلباتريك لاعب كرة سلة أمريكي.
- 7 يناير – ليام أيكن ممثل أمريكي.
- 10 يناير – ديون بريستر لاعب كرة سلة نيوزيلندي.
- 10 يناير – وليام بوفورد لاعب كرة سلة أمريكي.
- 11 يناير – أوسكار بلفيلد لاعب كرة سلة أمريكي.
- 12 يناير – داريوس ثيوس لاعب كرة سلة أمريكي.
- 14 يناير – غرانت غستن ممثل أمريكي.
- 17 يناير – إرفينغ ووكر لاعب كرة سلة أمريكي.
- 17 يناير – تايلر زيلر لاعب كرة سلة أمريكي.
- 17 يناير – كريس كوبر لاعب كرة سلة أمريكي.
- 18 يناير – ستيفي بونسي متسابق دراجات نارية من الولايات المتحدة الأمريكية.
- 19 يناير – أشتون جيبس لاعب كرة سلة من الولايات المتحدة الأمريكية.
- 21 يناير – كيلي رورباش عارضة من الولايات المتحدة الأمريكية.
- 22 يناير – روني ريوس ملاكم من الولايات المتحدة الأمريكية.
- 22 يناير – لوجك رابر من الولايات المتحدة الأمريكية.
- 22 يناير – يوسف عريقات إعلامي شهير عاليوتيوب.
- 23 يناير – سامانثا براهاليس لاعبة كرة سلة أمريكية.
- 24 يناير – توني وودز
- 24 يناير – راي تيرنر لاعب كرة سلة أمريكي.
- 25 يناير – باتريك ريتشارد لاعب كرة سلة أمريكي.
- 26 يناير – رشاد جيمس لاعب كرة سلة أمريكي.
- 27 يناير – كايل فوج لاعب كرة سلة أمريكي.
- 29 يناير – مايك دينونو
- 30 يناير – جيك توماس

### فبراير
- 3 فبراير – شون كينغستون مغني جامايكي.
- 4 فبراير – زاك كينغ فنان وعارض أفلام.
- 6 فبراير – سي جاي ويليامز لاعب كرة سلة أمريكي.
- 7 فبراير – دليلة محمد منافِسة أوليمبية من الولايات المتحدة الأمريكية.
- 8 فبراير – بن شنتزر ممثل أمريكي.
- 8 فبراير – بيثاني هاملتون
- 8 فبراير – كلاي تومسون لاعب كرة سلة من الولايات المتحدة الأمريكية.
- 10 فبراير – غاريت ستوتز لاعب كرة سلة من الولايات المتحدة الأمريكية.
- 14 فبراير – جكوفان براون لاعب كرة سلة من الولايات المتحدة الأمريكية.
- 14 فبراير – كريس باب لاعب كرة سلة أمريكي.
- 16 فبراير – نيا سانشيز
- 18 فبراير – بيني باكس ممثلة إباحية أمريكية.
- 22 فبراير – ترافيس ريليفورد لاعب كرة سلة من الولايات المتحدة الأمريكية.
- 22 فبراير – تشاي شيغوغ لاعبة كرة سلة أمريكية.
- 22 فبراير – دوراند سكوت لاعب كرة سلة أمريكي.
- 24 فبراير – أنجل غودريتش لاعبة كرة سلة أمريكية.
- 27 فبراير – ريان بيرسون لاعب كرة سلة أمريكي.
- 27 فبراير – ميغان يونغ

### مارس
- 1 مارس – براندان روبنسون ممثل أمريكي.
- 3 مارس – إيرول سبنس ملاكم من الولايات المتحدة الأمريكية.
- 4 مارس – اندريا بوين
- 4 مارس – درايموند غرين لاعب كرة سلة أمريكي.
- 5 مارس – ألانا بلانتشارد
- 5 مارس – لاري درو الثاني لاعب كرة سلة أمريكي.
- 5 مارس – ميسون بلوملي لاعب كرة سلة أمريكي.
- 6 مارس – كيفن ميرفي لاعب كرة سلة أمريكي.
- 7 مارس – تريكو وايت سياسي أمريكي.
- 7 مارس – جيف ويذاي لاعب كرة سلة أمريكي.
- 12 مارس – ويل هانلي لاعب كرة سلة أمريكي.
- 13 مارس – إيموري كوهين ممثل أمريكي.
- 20 مارس – تومي ماير لاعب كرة قدم أمريكي.
- 20 مارس – ماركوس دينمون لاعب كرة سلة من الولايات المتحدة الأمريكية.
- 21 مارس – أليسا كامبانيلا
- 21 مارس – داريوس ميلر لاعب كرة سلة أمريكي.
- 23 مارس – غوردون هايوارد لاعب كرة سلة أمريكي.
- 26 مارس – كارلي شايكين ممثلة أمريكية.
- 26 مارس – كايل أوكوين لاعب كرة سلة أمريكي.
- 27 مارس – هنري سيمز لاعب كرة سلة أمريكي.
- 28 مارس – أليكسي باباس منافِسة أوليمبية من الولايات المتحدة الأمريكية.
- 28 مارس – لورا هارير
- 29 مارس – ترافيس ليزلي لاعب كرة سلة أمريكي.
- 29 مارس – غاري تالتون لاعب كرة سلة أمريكي.
- 30 مارس – كاسي سكيربو
- 30 مارس – كوري كوت

### أبريل
- 1 أبريل – جوستين هاميلتون لاعب كرة سلة أمريكي.
- 1 أبريل – لوك لوكس لاعب كرة سلة أمريكي.
- 3 أبريل – ماديسون برينجل لاعبة كرة مضرب أمريكية.
- 4 أبريل – لينيتا كيزر لاعبة كرة سلة من الولايات المتحدة الأمريكية.
- 5 أبريل – جوليان وليامز ملاكم من الولايات المتحدة الأمريكية.
- 6 أبريل – تشارلي ماكديرموت ممثل أمريكي.
- 9 أبريل – كريستين ستيوارت ممثلة أمريكية.
- 10 أبريل – سيلفين لاندسبيرج لاعب كرة سلة أمريكي.
- 10 أبريل – كيني هول لاعب كرة سلة من الولايات المتحدة الأمريكية.
- 11 أبريل – داريوس غاريت لاعب كرة سلة أمريكي.
- 12 أبريل – تيشاون تايلور لاعب كرة سلة أمريكي.
- 12 أبريل – دومينيك ويد ملاكم من الولايات المتحدة الأمريكية.
- 16 أبريل – جوردان هولس لاعب كرة سلة أمريكي.
- 16 أبريل – لورين نيكلسون ممثلة أمريكية.
- 18 أبريل – بريت روبرتسون ممثلة أمريكية.
- 21 أبريل – رابهييل بوتني لاعب كرة سلة أمريكي.
- 22 أبريل – شلفين ماك لاعب كرة سلة أمريكي.
- 22 أبريل – ماشين غان كيلي
- 25 أبريل – داريل براينت لاعب كرة سلة من الولايات المتحدة الأمريكية.
- 25 أبريل – ميغان فاهي
- 26 أبريل – إريك باكنر لاعب كرة سلة أمريكي.
- 28 أبريل – جيمس سوثيرلاند لاعب كرة سلة أمريكي.
- 29 أبريل – أكيم فارغاس لاعب كرة سلة ألماني.
- 29 أبريل – كريس جونسون
- 30 أبريل – جون شورنا لاعب كرة سلة أمريكي.
- 30 يوليو – أبريل سايكس لاعبة كرة سلة من الولايات المتحدة الأمريكية.

### مايو
- 1 مايو – دينزل بولز لاعب كرة سلة أمريكي.
- 2 مايو – بول جورج لاعب كرة سلة أمريكي.
- 2 مايو – كاي باناباكر
- 5 مايو – هانا جيتر عارضة من الولايات المتحدة الأمريكية.
- 8 مايو – كمبا ووكر لاعب كرة سلة من الولايات المتحدة الأمريكية.
- 15 مايو – آلي مايكل
- 16 مايو – ويلي ريد لاعب كرة سلة أمريكي.
- 17 مايو – ليفين رامبين ممثلة أمريكية.
- 18 مايو – براندون فورتنبيري
- 18 مايو – ميزوكي هامادا لاعب كرة قدم ياباني.
- 19 مايو – جيرميل كارلو ملاكم من الولايات المتحدة الأمريكية.
- 22 مايو – مالكولم لي لاعب كرة سلة أمريكي.
- 25 مايو – بو دالاس
- 26 مايو – إريك غريفين لاعب كرة سلة أمريكي.
- 27 مايو – كريس كولفر
- 28 مايو – ريكونا ويليامز لاعبة كرة سلة أمريكية.
- 29 مايو – تري ثومبكينز لاعب كرة سلة أمريكي.
- 30 مايو – دينيسي كولينز ممثل أمريكي.
- 31 مايو – كوامي فوغن لاعب كرة سلة من الولايات المتحدة الأمريكية.

### يونيو
- 1 يونيو – أنتوني ستوفر
- 2 يونيو – بريتاني كوران ممثلة أمريكية.
- 3 يونيو – توني ماير لاعب كرة سلة أمريكي.
- 4 يونيو – إيفان شبيغل
- 4 يونيو – جريج مونرو لاعب كرة سلة أمريكي.
- 5 يونيو – براندون بن لاعب كرة سلة أمريكي.
- 5 يونيو – جيسون واشبورن لاعب كرة سلة أمريكي.
- 6 يونيو – رايان هيقا ممثل أمريكي.
- 7 يونيو – أليسون شميت سبّاحة من الولايات المتحدة الأمريكية.
- 8 يونيو – سكوت ماتشادو لاعب كرة سلة من الولايات المتحدة الأمريكية.
- 9 يونيو – ليز تايلر ممثلة إباحية أمريكية.
- 12 يونيو – جرو هوليداي لاعب كرة سلة أمريكي.
- 12 يونيو – ستورمي هينلي
- 13 يونيو – إد دانيال لاعب كرة سلة أمريكي.
- 13 يونيو – تارا لين فوكس
- 14 يونيو – جاريد جيفري لاعب كرة قدم أمريكي.
- 16 يونيو – أوستن كرايتشيك لاعب كرة مضرب أمريكي.
- 19 يونيو – أشلي بورتش
- 20 يونيو – ديكوان جونز لاعب كرة سلة أمريكي.
- 21 يونيو – أليكس أوريخي لاعب كرة سلة أمريكي.
- 21 يونيو – جاميتشال غرين لاعب كرة سلة أمريكي.
- 21 يونيو – مايكل سنير لاعب كرة سلة أمريكي.
- 24 يونيو – كيفن يونغ لاعب كرة سلة من الولايات المتحدة الأمريكية.
- 26 يونيو – إيمان شومبيرت لاعب كرة سلة أمريكي.
- 27 يونيو – تايلور فيني

### يوليو
- 1 يوليو – جوستين واتس لاعب كرة سلة أمريكي.
- 1 يوليو – جيمس إينيس لاعب كرة سلة أمريكي.
- 2 يوليو – كايلا هاريسون لاعبة جودو من الولايات المتحدة الأمريكية.
- 2 يوليو – نيكا أوجوميكي لاعبة كرة سلة أمريكية.
- 3 يوليو – أليسون ريسك لاعبة كرة مضرب أمريكية.
- 5 يوليو – ستيفي بيري
- 6 يوليو – جاي كراودر لاعب كرة سلة أمريكي.
- 7 يوليو – فرانك غاينز لاعب كرة سلة أمريكي.
- 11 يوليو – إيليا جونسون لاعب كرة سلة أمريكي.
- 11 يوليو – كونور باولو ممثل أمريكي.
- 12 يوليو – درو جوردون لاعب كرة سلة أمريكي.
- 14 يوليو – جيمس نونالي لاعب كرة سلة أمريكي.
- 15 يوليو – تايلر هونيكات لاعب كرة سلة أمريكي.
- 15 يوليو – داميان ليلارد لاعب كرة سلة من الولايات المتحدة الأمريكية.
- 16 يوليو – جيمس ماسلو
- 17 يوليو – جوردان كروفورد
- 22 يوليو – كاميلا بانوس ممثلة أمريكية.
- 24 يوليو – ديفي تشايس
- 26 يوليو – بيانكا سانتوس فنانة أمريكية.
- 27 يوليو – غلوري جونسون لاعبة كرة سلة أمريكية.
- 27 يوليو – نيك هوغان
- 28 يوليو – سولجا بوي تل إم
- 29 يوليو – كات داليا
- 30 يوليو – أبريل سايكس لاعبة كرة سلة من الولايات المتحدة الأمريكية.
- 30 يوليو – شيكينا ستريكلين لاعبة كرة سلة أمريكية.

### أغسطس
- 1 أغسطس – تراي ماكيني جونز لاعب كرة سلة أمريكي.
- 1 أغسطس – توني تايلور لاعب كرة سلة أمريكي.
- 2 أغسطس – سكايلر ديجينس لاعبة كرة سلة أمريكية.
- 6 أغسطس – دانيال أورتن لاعب كرة سلة أمريكي.
- 6 أغسطس – مقتل جون بنيت رامسي
- 7 أغسطس – فيكتوريا ماكولاي لاعبة كرة سلة أمريكية.
- 9 أغسطس – ساشا جودليت لاعبة كرة سلة من الولايات المتحدة الأمريكية.
- 10 أغسطس – لاكيم جاكسون لاعب كرة سلة من الولايات المتحدة الأمريكية.
- 10 أغسطس – لوكاس تيل ممثل أمريكي.
- 11 أغسطس – لازيريك جونز لاعب كرة سلة أمريكي.
- 13 أغسطس – ديماركوس كزينز لاعب كرة سلة أمريكي.
- 14 أغسطس – جاكلين سويدبيرغ
- 15 أغسطس – جينيفر لورنس ممثلة أمريكية.
- 16 أغسطس – أردن شو
- 17 أغسطس – كاريك فيليكس لاعب كرة سلة أمريكي.
- 18 أغسطس – غاريك شيرمان لاعب كرة سلة من الولايات المتحدة الأمريكية.
- 18 أغسطس – كيث كلانتون لاعب كرة سلة من الولايات المتحدة الأمريكية.
- 18 أغسطس – مايك جيمس لاعب كرة سلة أمريكي.
- 20 أغسطس – برادلي كلان لاعب كرة مضرب أمريكي.
- 21 أغسطس – بو بورنهام
- 21 أغسطس – مايكا سولوسود
- 23 أغسطس – إيان هامر لاعب كرة سلة أمريكي.
- 23 أغسطس – سيث كاري لاعب كرة سلة أمريكي.
- 26 أغسطس – لورنزو براون لاعب كرة سلة أمريكي.
- 29 أغسطس – إيريكا هارلاكر
- 29 أغسطس – تشيلسي جوليكسون لاعبة كرة مضرب من الولايات المتحدة.
- 29 أغسطس – نيكول غال اندرسون ممثلة أمريكية.

### سبتمبر
- 5 سبتمبر – براين أوليفر لاعب كرة سلة من الولايات المتحدة الأمريكية.
- 5 سبتمبر – لانس ستيفنسن لاعب كرة سلة أمريكي.
- 5 سبتمبر – ماكس ميتلمان
- 6 سبتمبر – جون وول لاعب كرة سلة من الولايات المتحدة الأمريكية.
- 6 سبتمبر – نيكي غرين لاعبة كرة سلة أمريكية.
- 11 سبتمبر – سامبسون كارتر
- 20 سبتمبر – فيليب فيليبس
- 21 سبتمبر – الفاروق أمينو لاعب كرة سلة أمريكي.
- 21 سبتمبر – ترافيس وير لاعب كرة سلة أمريكي.
- 21 سبتمبر – ديفيد وير لاعب كرة سلة أمريكي.
- 21 سبتمبر – كريستيان سيراتوس ممثلة أمريكية.
- 25 سبتمبر – جيك كوهين
- 26 سبتمبر – ريتشارد هاول لاعب كرة سلة أمريكي.
- 27 سبتمبر – راندي كاباليرو ملاكم من الولايات المتحدة الأمريكية.
- 29 سبتمبر – تايلر غريفي لاعب كرة سلة أمريكي.
- 29 سبتمبر – تومي ماسون غريفين لاعب كرة سلة أمريكي.
- 29 سبتمبر – دوغ بروشو ممثل أمريكي.

### أكتوبر
- 1 أكتوبر – دكستر ستريكلاند لاعب كرة سلة من الولايات المتحدة الأمريكية.
- 6 أكتوبر – جوردن هاميلتون لاعب كرة سلة أمريكي.
- 6 أكتوبر – كوينسي أكي لاعب كرة سلة أمريكي.
- 7 أكتوبر – أيلا كيل
- 11 أكتوبر – جوردن وليامز لاعب كرة سلة أمريكي.
- 13 أكتوبر – جستين جاكسون لاعب كرة سلة أمريكي.
- 14 أكتوبر – راكيل دياز
- 15 أكتوبر – كيكو ميزوهارا
- 16 أكتوبر – دانيال نجوين لاعب كرة مضرب أمريكي.
- 18 أكتوبر – بريتني غرينر لاعبة كرة سلة أمريكية.
- 18 أكتوبر – جوردان كالواي ممثل أمريكي.
- 18 أكتوبر – درو كروفورد لاعب كرة سلة أمريكي.
- 18 أكتوبر – كارلي شرودر
- 19 أكتوبر – جاميل هاجينز لاعب كرة سلة من الولايات المتحدة الأمريكية.
- 20 أكتوبر – ديريك نيدام لاعب كرة سلة أمريكي.
- 22 أكتوبر – جوناثان لبنيكي ممثل أمريكي.
- 24 أكتوبر – بيتن سيفا لاعب كرة سلة أمريكي.
- 27 أكتوبر – أليكس بنتلي لاعبة كرة سلة من الولايات المتحدة الأمريكية.

### نوفمبر
- 1 نوفمبر – تيم فرايزر لاعب كرة سلة أمريكي.
- 6 نوفمبر – بيرسون فودي
- 6 نوفمبر – سام دور لاعب كرة سلة أمريكي.
- 8 نوفمبر – سزا
- 8 نوفمبر – مايك موسر لاعب كرة سلة أمريكي.
- 10 نوفمبر – أرون يوهانسون
- 10 نوفمبر – ماركوس براون ملاكم من الولايات المتحدة الأمريكية.
- 12 نوفمبر – كاميرون مور لاعب كرة سلة أمريكي.
- 13 نوفمبر – أيزيا ويلكرسون لاعب كرة سلة أمريكي.
- 17 نوفمبر – شانيكا نولز
- 17 نوفمبر – كاسبر وير لاعب كرة سلة أمريكي.
- 18 نوفمبر – أرنيت مولتري لاعب كرة سلة أمريكي.
- 18 نوفمبر – ريمون كولس لاعب كرة سلة أمريكي.
- 18 نوفمبر – سيدني كارتر لاعبة كرة سلة من الولايات المتحدة الأمريكية.
- 23 نوفمبر – جينيفر براندون لاعبة كرة سلة أمريكية.
- 24 نوفمبر – سارة هايلاند ممثلة أمريكية.
- 25 نوفمبر – جارميري جنكينز لاعب كرة مضرب من الولايات المتحدة الأمريكية.
- 25 نوفمبر – راي راي
- 26 نوفمبر – أفيري برادلي لاعب كرة سلة أمريكي.

### ديسمبر
- 1 ديسمبر – شانيل إيمان عارضة من الولايات المتحدة الأمريكية.
- 1 ديسمبر – مايكل ديكسون لاعب كرة سلة أمريكي.
- 6 ديسمبر – دي جاي كوبر لاعب كرة سلة من الولايات المتحدة الأمريكية.
- 7 ديسمبر – كوامي ألكسندر لاعب كرة سلة أمريكي.
- 8 ديسمبر – شينيسي جونسون لاعبة كرة سلة أمريكية.
- 10 ديسمبر – ترينت لوكيت لاعب كرة سلة أمريكي.
- 11 ديسمبر – بيلي بارون لاعب كرة سلة من الولايات المتحدة الأمريكية.
- 11 ديسمبر – ديريك نيكس لاعب كرة سلة أمريكي.
- 14 ديسمبر – روبرت كوفينجتون لاعب كرة سلة أمريكي.
- 14 ديسمبر – كيرون جونسون لاعب كرة سلة أمريكي.
- 15 ديسمبر – رايتشل بروسنان ممثلة أمريكية.
- 18 ديسمبر – لارا إسكندر مغنية مصرية.
- 19 ديسمبر – توري كريغ لاعب كرة سلة أمريكي.
- 19 ديسمبر – دي جاي ستيفنس لاعب كرة سلة أمريكي.
- 20 ديسمبر – آدم كيمب لاعب كرة سلة من الولايات المتحدة الأمريكية.
- 20 ديسمبر – جوجو
- 20 ديسمبر – كريس روزاليس
- 22 ديسمبر – جوزيف نيوقاردن سائق سيارة سباق من الولايات المتحدة الأمريكية.
- 23 ديسمبر – آنا ماريا بيريز دي تاغلي
- 26 ديسمبر – جون بليون
- 26 ديسمبر – كوري جيفرسون لاعب كرة سلة أمريكي.
- 28 ديسمبر – أيزيا أرموود لاعب كرة سلة أمريكي.
- 28 ديسمبر – أيه جاي والتون لاعب كرة سلة أمريكي.
- 28 ديسمبر – جون هينسون لاعب كرة سلة أمريكي.
- 28 ديسمبر – ديفيد أرتشولينا
- 30 ديسمبر – سي جي ويلكوكس لاعب كرة سلة من الولايات المتحدة الأمريكية.
- 31 ديسمبر – جوردان سوينغ لاعب كرة سلة من الولايات المتحدة الأمريكية.

## وفيات

### يناير
- 1 يناير – ايرفينغ فيسك (مواليد 1908) كاتب أمريكي.
- 1 يناير – تشارلز أندرسون (مواليد 1902)
- 2 يناير – آلان هيل جونيور (مواليد 1921)
- 4 يناير – هارولد يوجين إجيرتون (مواليد 1903) مصور أمريكي.
- 5 يناير – آرثر كينيدي (مواليد 1914)
- 9 يناير – نورثرن كالواي (مواليد 1948) ممثل أمريكي.
- 19 يناير – آرثر غولدبرغ (مواليد 1908)
- 20 يناير – باربارا ستانويك (مواليد 1907) ممثلة أمريكية.
- 24 يناير – مايج بيلامي (مواليد 1899)
- 25 يناير – آفا غاردنر (مواليد 1922) ممثلة أمريكية.

### فبراير
- 1 فبراير – فرانك كوفاكس (مواليد 1919) لاعب كرة مضرب أمريكي.
- 7 فبراير – آلان بيرليس (مواليد 1922)
- 8 فبراير – كاسيوس مارسيلوس كلاي الأب (مواليد 1912) فنان أمريكي.
- 11 فبراير – توم برينان (مواليد 1930) لاعب كرة سلة أمريكي.
- 16 فبراير – كيث هارينغ (مواليد 1958) فنان أمريكي.
- 20 فبراير – ستيفن دبليو بيرنز (مواليد 1954) ممثل أمريكي.
- 20 فبراير – هاري كلاينفلتر (مواليد 1912) طبيب من الولايات المتحدة الأمريكية.
- 24 فبراير – مالكوم فوربس (مواليد 1919) سياسي أمريكي.

### مارس
- 8 فبراير – كاسيوس مارسيلوس كلاي الأب (مواليد 1912) فنان أمريكي.
- 12 مارس – بروس بارنز (مواليد 1909) لاعب كرة مضرب أمريكي.
- 26 مارس – تريس كوفين (مواليد 1909) ممثل أمريكي.

### أبريل
- 3 أبريل – سارة فون (مواليد 1924)
- 4 أبريل – سايروس روليت سميث (مواليد 1899) سياسي أمريكي.
- 7 أبريل – رونالد إفانز (مواليد 1933) رائد فضاء أمريكي.
- 8 أبريل – راين وايت (مواليد 1971)
- 22 أبريل – بوب ديفيز (مواليد 1920)
- 23 أبريل – بوليت غودارد (مواليد 1910) ممثلة أمريكية.

### مايو
- 6 مايو – تشارليز فاريل (مواليد 1901) ممثل أمريكي.
- 12 مايو – جون ديفيس (مواليد 1913) سياسي من الولايات المتحدة الأمريكية.
- 16 مايو – جيم هانسون (مواليد 1936)
- 16 مايو – سامي ديفيس جونيور (مواليد 1925)
- 26 مايو – إميل كونوبينسكي (مواليد 1911) فيزيائي أمريكي.

### يونيو
- 3 يونيو – توم براون (مواليد 1913)
- 3 يونيو – روبرت نويس (مواليد 1927)
- 4 يونيو – جاك جيلفورد (مواليد 1908)
- 7 يونيو – آرثر سينغر (مواليد 1917) رسام من الولايات المتحدة الأمريكية.
- 11 يونيو – جون هنري مانلي (مواليد 1907)
- 16 يونيو – غيرترود بانشفسكي (مواليد 1929)
- 27 يونيو – ويليام ديفيز (مواليد 1917) جيولوجي من الولايات المتحدة الأمريكية.
- 28 يونيو – جيمس سميث (مواليد 1908) ضابط من الولايات المتحدة الأمريكية.

### يوليو
- 4 يوليو – مارشال هول (مواليد 1910) رياضياتي أمريكي.
- 8 يوليو – ريتشارد باري بيرنشتاين (مواليد 1923)
- 8 يوليو – هوارد داف (مواليد 1913)
- 17 يوليو – ادوارد مورفي (مواليد 1918)
- 19 يوليو – ايدي كويلان (مواليد 1907)
- 21 يوليو – جون ه فانينغ (مواليد 1916) محامي أمريكي.
- 26 يوليو – ألبرت روز (مواليد 1910) فيزيائي أمريكي.

### أغسطس
- 6 أغسطس – تشارلز أرنت (مواليد 1906) ممثل من الولايات المتحدة الأمريكية.
- 6 أغسطس – غوردون بانشافت (مواليد 1909) مهندس معماري من الولايات المتحدة الأمريكية.
- 18 أغسطس – بورهوس فريدريك سكينر (مواليد 1904) مخترع أمريكي.
- 19 أغسطس – ستيفن إدوارد سميث (مواليد 1927)
- 27 أغسطس – ستيفي راي فوغن (مواليد 1954)
- 31 أغسطس – ناثانيل كليفتون (مواليد 1922)

### سبتمبر
- 18 سبتمبر – إد سادوفسكي (مواليد 1917) لاعب كرة سلة أمريكي.
- 28 سبتمبر – لاري أوبراين (مواليد 1917) سياسي أمريكي.

### أكتوبر
- 7 أكتوبر – داريل براون (مواليد 1923) لاعب كرة سلة أمريكي.
- 7 أكتوبر – سكوت ميلن ماثيسون (مواليد 1929) سياسي أمريكي.
- 9 أكتوبر – موراي بوين (مواليد 1913)
- 11 أكتوبر – كين سبين (مواليد 1946) لاعب كرة سلة من الولايات المتحدة الأمريكية.
- 14 أكتوبر – ليونارد برنستاين (مواليد 1918)
- 27 أكتوبر – إليوت روزفلت (مواليد 1910) سياسي أمريكي.

### نوفمبر
- 4 نوفمبر – ماري مارتن (مواليد 1913)
- 4 نوفمبر – ميلدريد ألين (مواليد 1894) فيزيائية أمريكية.
- 5 نوفمبر – مائير كاهانا (مواليد 1932) سياسي أمريكي.
- 12 نوفمبر – إيف أردن (مواليد 1908)
- 17 نوفمبر – روبرت هوفستاتر (مواليد 1915)
- 23 نوفمبر – روالد دال (مواليد 1916)
- 27 نوفمبر – دايفيد وايت (مواليد 1916)

### ديسمبر
- 2 ديسمبر – آرون كوبلاند (مواليد 1900)
- 2 ديسمبر – روبرت كامينغز (مواليد 1908)
- 4 ديسمبر – إدوارد بينز (مواليد 1916) ممثل أمريكي.
- 7 ديسمبر – جوان بينيت (مواليد 1910) ممثلة أمريكية.
- 13 ديسمبر – أليس ماربل (مواليد 1913) لاعبة كرة مضرب من الولايات المتحدة.
- 21 ديسمبر – كيلي جونسون (مواليد 1910)